# Yasushi Matsumoto
Yasushi Matsumoto (松本 安司 Matsumoto Yasushi?,  nacido el 17 de junio de 1969 en Mie) es un exfutbolista japonés que se desempeñaba como centrocampista.

## Trayectoria

### Clubes
| Club       | País  | Año         |
| ---------- | ----- | ----------- |
| Urawa Reds | Japón | 1988 - 1993 |